# Landtagswahl in Niedersachsen 1951
- KPD: 2
- SPD: 64
- FDP: 12
- DZP: 4
- DP/CDU: 35
- BHE: 21
- DRP: 3
- SRP: 16
- DSP: 1

Die zweite Wahl zum Niedersächsischen Landtag fand am 6. Mai 1951 statt.

## Ausgangssituation und Ergebnis
Im Vergleich zur ersten Landtagswahl 1947 waren mehr Parteien zugelassen. Insbesondere die Vertriebenenpartei BHE und die rechtsextreme SRP, die zum ersten Mal antraten, konnten große Wähleranteile gewinnen.
Nach der Wahl 1947 war eine Allparteienregierung aus SPD, CDU, FDP, DP, Zentrum und KPD gebildet worden, aus der erst die KPD, dann auch DP und FDP ausschieden. Die stärkste Partei SPD konnte bei der Wahl ihre Spitzenposition verteidigen, verlor jedoch stark an Wählern.
Die zweit- und drittstärkste Partei, CDU und DP, die auf Bundesebene koalierten, traten zu dieser Wahl gemeinsam unter dem Namen Niederdeutsche Union an. Hintergrund war das neue Wahlrecht, das Wahlabsprachen bezüglich Direktkandidaten konkurrierender Parteien unmöglich machte. Trotz gemeinsamen Wahlantritts verloren sie stark an Wählerstimmen. Die nationalsozialistische Sozialistische Reichspartei erzielte 11 Prozent der Stimmen, was in der Öffentlichkeit großen Unmut auslöste und als Zeichen einer weiterbestehenden nationalsozialistischen Einstellung in Teilen der Bevölkerung gewertet wurde.
Auch die SPD verlor stark an Stimmen, blieb aber stärkste Partei. Die erstmals angetretene Vertriebenenpartei Bund der Heimatvertriebenen und Entrechteten (BHE) erreichte fast 15 Prozent der Stimmen. Aufgrund des hohen Vertriebenenanteils an der niedersächsischen Bevölkerung war dies nicht überraschend. Die FDP erreichte mit leichten Verlusten fast dasselbe Ergebnis wie 1947.
| Partei                                             | Stimmen   | Stimmen- anteil (%) | ± (%) | Direkt- mandate | Sitze | ±   |
| -------------------------------------------------- | --------- | ------------------- | ----- | --------------- | ----- | --- |
| Sozialdemokratische Partei Deutschlands (SPD)      | 1.123.199 | 33,7                | –9,7  | 64              | 64    | –1  |
| Niederdeutsche Union (DP/CDU)                      | 790.766   | 23,7                | –14,1 | 23              | 35    | –22 |
| Bund der Heimatvertriebenen und Entrechteten (BHE) | 496.569   | 14,9                | Neu   | 1               | 21    | Neu |
| Sozialistische Reichspartei (SRP)                  | 366.793   | 11,0                | Neu   | 4               | 16    | Neu |
| Freie Demokratische Partei (FDP)                   | 278.088   | 8,3                 | –0,5  | 3               | 12    | –1  |
| Deutsche Zentrumspartei (DZP)                      | 110.473   | 3,3                 | –0,8  | 0               | 4     | –2  |
| Deutsche Reichspartei (DRP)                        | 74.017    | 2,2                 | Neu   | 0               | 3     | Neu |
| Kommunistische Partei Deutschlands (KPD)           | 61.364    | 1,8                 | –3,9  | 0               | 2     | –6  |
| Deutsche Soziale Partei (DSP)                      | 25.546    | 0,8                 | Neu   | 0               | 1     | Neu |
| Deutsche Rechtspartei (RP)                         | 3.406     | 0,1                 | Neu   | 0               | 0     | Neu |
| 2 Einzelbewerber                                   | 219       | 0,0                 |       | 0               | 0     |     |
| Gültig                                             | 3.330.440 | 198,1               |       |                 |       |     |
| Ungültig                                           | 0.062.931 | 101,9               |       |                 |       |     |
| Gesamt                                             | 3.393.371 | 100,0               |       | 95              | 158   | +9  |
| Wahlberechtigte/Wahlbeteiligung                    | 4.475.688 | 175,8               | +10,7 |                 |       |     |

Den 16 für die SRP gewählten Abgeordneten wurde am 23. Oktober 1952 mit dem Urteil des Bundesverfassungsgerichts zum Verbot der Partei ihre Mandate aberkannt. Das Ergebnis der Landtagswahl wurde daraufhin am 1. April 1953 ohne Berücksichtigung der Stimmen für die SRP neu festgestellt. Hierdurch erhielten die übrigen Parteien 13 zusätzliche Sitze (CDU/DP 5, BHE 4, FDP 2, Zentrum 1, KPD 1). Darüber hinaus veränderte sich die Zusammensetzung durch mehrere Ersatzwahlen für ausscheidende direkt gewählte Abgeordnete und zahlreiche Fraktionswechsel stark. Die Sitzverteilung am Ende der Wahlperiode war 1955: SPD 59, DP/CDU 43, BHE 20, FDP 15, LP 4, KPD 3, Zentrum 2, DRP 2, FSU 1, GVP 1, Liberaler Bund 1, Parteilose 3. Ein Sitz war vakant.

## Folgen
Hinrich Wilhelm Kopf (SPD) bildete zusammen mit dem GB/BHE und dem Zentrum eine neue Regierung. Das Zentrum schied mit dem Rücktritt des bisherigen Justizministers Otto Krapp am 1. Dezember 1953 aus der Regierung aus. Den Posten des Justizministers übernahm Ministerpräsident Kopf zusätzlich.